# Сади-1 (Полтава)
Сади 1 — мікрорайон у Шевченківському районі Полтави. Збудований у 80-х роках XX століття на місці колишніх яблуневих садів, звідки й назва.

## Галерея

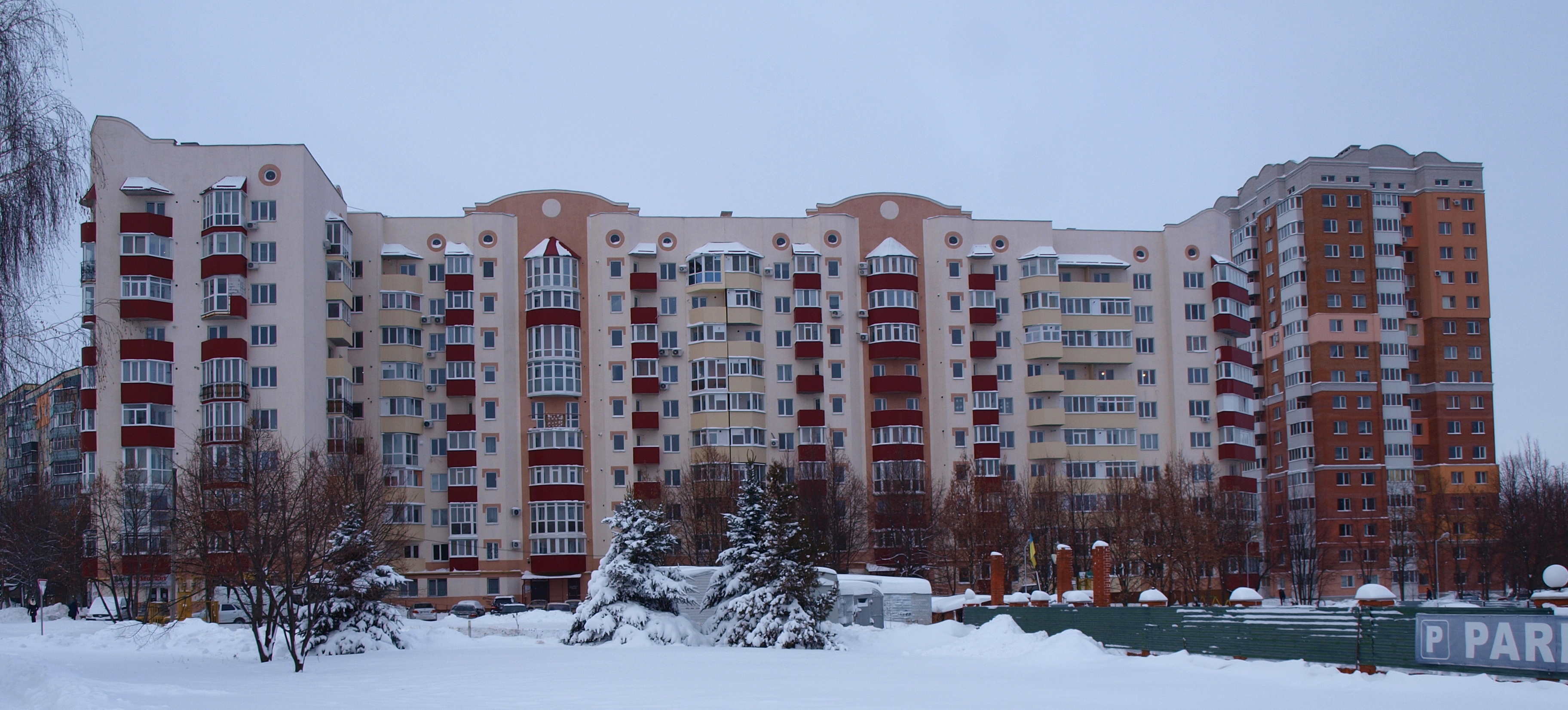
Вид на Сади-1 із боку Садів-2

У центрі мікрорайону, 2015 р.
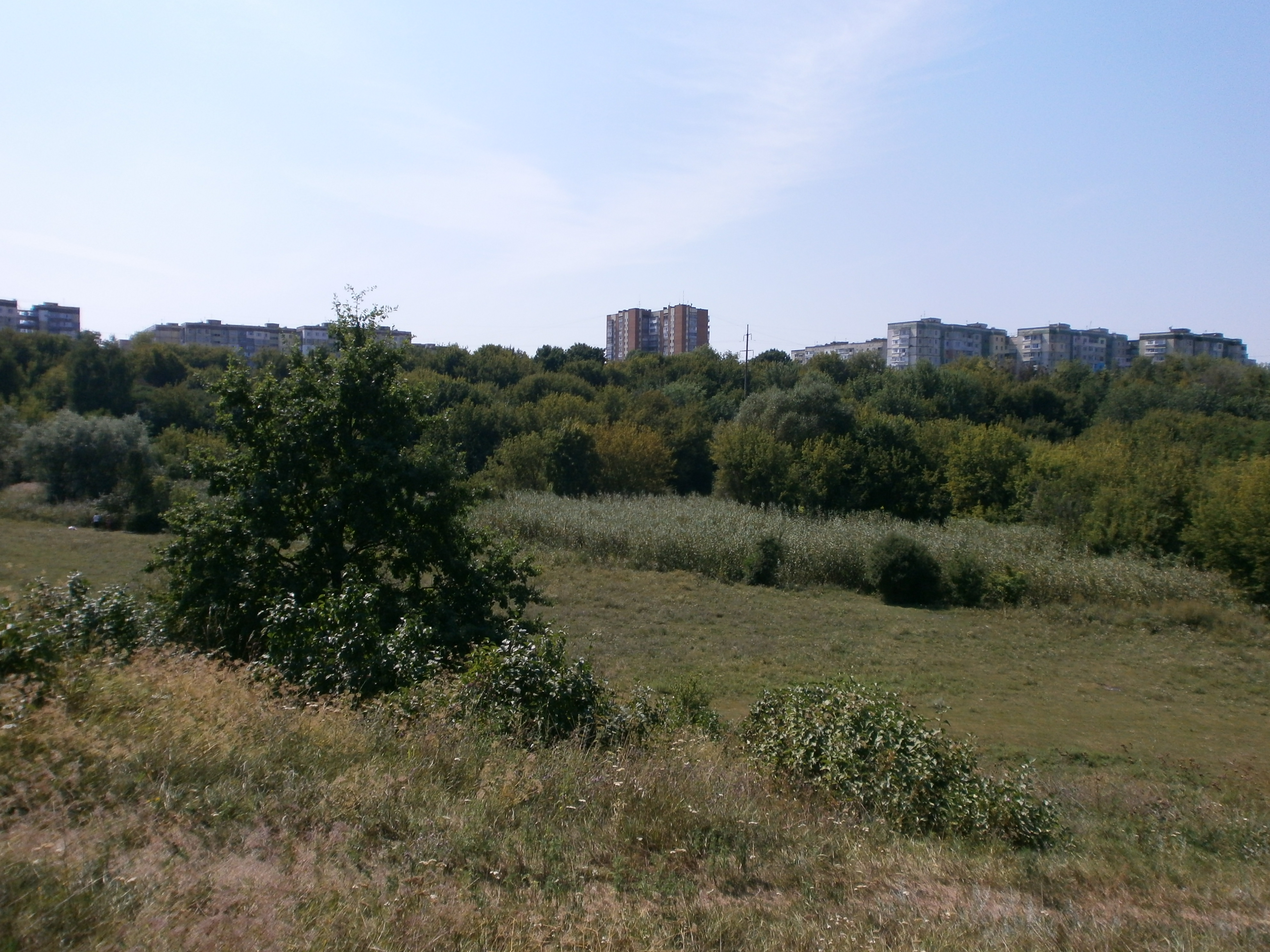
Сади-1 з боку м-ну Пушкарівський
Типова забудова радянських часів
Висотна новобудова
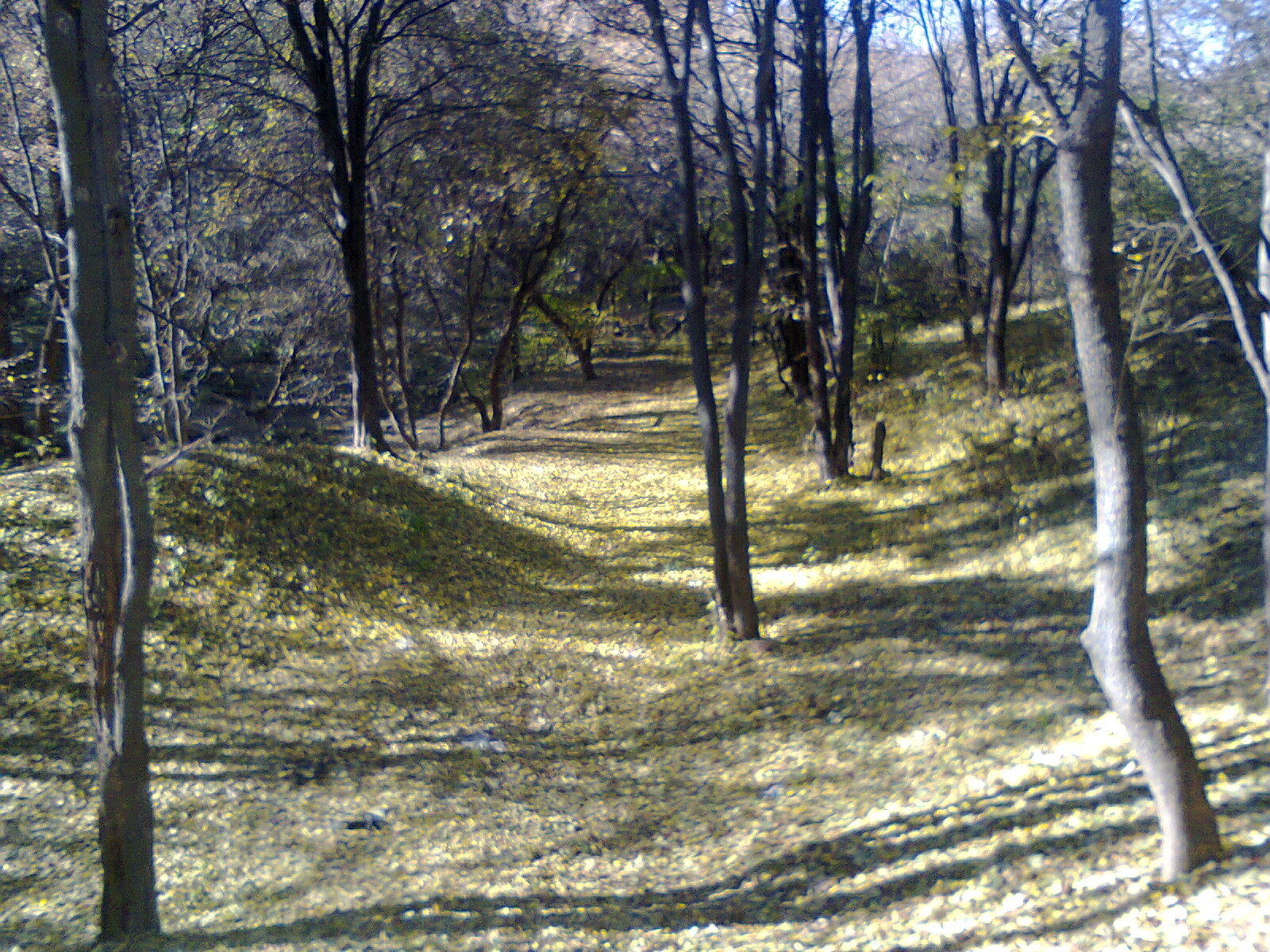
Яр біля Садів-1